# New York Film Critics Circle Awards 2012
La 78ª edizione della cerimonia dei New York Film Critics Circle Awards, annunciata il 3 dicembre 2012, si è tenuta il 7 gennaio 2013 ed ha premiato i migliori film usciti nel corso del 2012.

## Vincitori e candidati

### Miglior film
- Zero Dark Thirty, regia di Kathryn Bigelow
- Argo, regia di Ben Affleck
- The Master, regia di Paul Thomas Anderson

### Miglior regista
- Kathryn Bigelow - Zero Dark Thirty
- Paul Thomas Anderson - The Master
- Ben Affleck - Argo

### Miglior attore protagonista
- Daniel Day-Lewis - Lincoln
- Jack Black - Bernie
- Joaquin Phoenix - The Master
- Denis Lavant - Holy Motors

### Miglior attrice protagonista
- Rachel Weisz - Il profondo mare azzurro (The Deep Blue Sea)
- Jennifer Lawrence - Hunger Games (The Hunger Games) ed Il lato positivo - Silver Linings Playbook (Silver Linings Playbook)
- Emmanuelle Riva - Amour
- Jessica Chastain - Zero Dark Thirty

### Miglior attore non protagonista
- Matthew McConaughey - Magic Mike e Bernie
- Christoph Waltz - Django Unchained
- Tommy Lee Jones - Lincoln

### Miglior attrice non protagonista
- Sally Field - Lincoln
- Anne Hathaway - Il cavaliere oscuro - Il ritorno (The Dark Knight Rises) e Les Misérables

### Miglior sceneggiatura
- Tony Kushner - Lincoln
- Wes Anderson e Roman Coppola - Moonrise Kingdom - Una fuga d'amore (Moonrise Kingdom)
- Mark Boal - Zero Dark Thirty

### Miglior film in lingua straniera
- Amour, regia di Michael Haneke • Austria/Francia/Germania
- Holy Motors, regia di Leos Carax • Francia/Germania
- C'era una volta in Anatolia (Bir zamanlar Anadolu'da) , regia di Nuri Bilge Ceylan • Turchia/Bosnia ed Erzegovina

### Miglior film di saggistica
- The Central Park Five, regia di Ken Burns
- The Gatekeepers - I guardiani di Israele (The Gatekeepers), regia di Dror Moreh
- This Is Not a Film (این فیلم نیست), regia di Jafar Panahi e Mojtaba Mirtahmasb

### Miglior film d'animazione
- Frankenweenie, regia di Tim Burton
- Ribelle - The Brave (Brave), regia di Mark Andrews e Brenda Chapman
- ParaNorman, regia di Sam Fell e Chris Butler

### Miglior fotografia
- Greig Fraser - Zero Dark Thirty
- Mihai Mălaimare Jr. - The Master

### Miglior opera prima
- David France - How to Survive a Plague
- Benh Zeitlin - Re della terra selvaggia (Beasts of the Southern Wild)